# Tamo Chelo
«Tamo Chelo» es una canción del cantante argentino El Noba y el productor Dinero En El Beat. Fue lanzado el 26 de junio de 2021. La canción logró posicionarse en la lista de Argentina Hot 100 de Billboard, consiguiendo ser disco de oro en Argentina.
Esta canción le permitió a El Noba dar su gran salto a la fama, apenas siendo su primera canción.

## Datos

#### Letra
La letra de la canción fue escrita por El Noba junto a Diamante Ayala. La canción habla sobre estar chelo, con un ritmo alegre y una letra pegajosa.

#### Video musical
El video fue grabado en la localidad de Florencio Varela, Buenos Aires. Este también fue el primer sencillo en la carrera musical de El Noba. 

#### Remix
El 4 de junio de 2022, un día después del fallecimiento de El Noba, se lanzó el remix de la canción, junto a L-Gante, Callejero Fino, Kaleb Di Masi y Juanka. El sencillo de audio pasó en menos de un día el millón de reproducciones, y el videoclip salió en la mañana del 6 de junio. El videoclip superó las 500 mil reproducciones en menos de 12 horas.

## Posicionamiento en listas

### Semanales y mensuales
| Listas (2021)                 | Mejor posición |
| ----------------------------- | -------------- |
| Argentina (Argentina Hot 100) | 19             |